# Yachiyo (Ibaraki)
 Yachiyo  (八千代町  Yachiyo -machi?) es una  población situada en la prefectura de Ibaraki, en Japón. 
Yachiyo es el único municipio que pertenece al Distrito de Yūki (結城郡 Yūki-gun), tras las últimas desmembraciones ocurridas el 1 de enero de 2006.
Al 1 de diciembre de 2013, tenía una  población de 22.501 habitantes y una densidad poblacional de 381 personas por km². La superficie total es de 59,10 km².

## Creación de la población
Con la creación del sistema de municipios después de la restauración Meiji el 1 de abril de 1889, las villas de Nakayūki (中結城村) y Shimoyūki (下結城村) fueron creadas dentro del Distrito de Yūki (結城郡), así como la de Anjō (安静村) en el Distrito de Okada (岡田郡), Kawanishi en el Distrito de Makabe (真壁郡) y Nishitoyoda (西豊田村) en el Distrito de Toyoda (豊田郡). 
Estas cinco villas se combinaron para formar la villa de Yachiyo el 1 de enero de 1955.
Yachiyo fue elevado al estatus de pueblo (町 machi) el 1 de febrero de 1972.

## Geografía
La localidad está ubicada a unos 60 km de la metrópoli de Tokio.
La población se encuentra localizada al suroeste de la Prefectura de Ibaraki. Su territorio limita al norte con la ciudad de  Yūki; al noreste con  Chikusei; al este con Shimotsuma; al sur con de Jōsō y  Bandō, y  al oeste con Koga.
El territorio de Yachiyo es plano y al este es bañada por el río Kinu (鬼怒川). 
La agricultura es el centro de actividad de la población. 

## Transporte
Por carretera a través de la cercana Ruta Nacional 50 al este, la ciudad se comunica con la capital de la prefectura, la ciudad de Mito, y por la también cercana  Ruta Nacional 4 al sur con la metrópoli de Tokio.
Por la misma Ruta Nacional 4 en sentido norte se llega a la ciudad capital de la Prefectura de Tochigi, la ciudad de Utsunomiya, y de allí siguiendo por la Ruta Nacional 119 (Nikkō Highway) y la Ruta 120 Nacional (Nihon Romantic Highway)  se contempla los sitios históricos de la ciudad de Nikkō (Luz del sol) ubicada en  la misma prefectura, referida anteriormente.
Por la cercana Ruta Nacional 294 viajando al sur y empalmado con la Ruta Nacional 4, es otra manera para llegar a la metrópoli de Tokio.
A través de la Ruta Nacional 125, con desplazamiento al este, se comunica con las ciudades de Tsukuba,  Tsuchiura e Inashiki, entre otras. Por esa misma ruta anterior, también viajando al este, y cambiando en la intercepción a la Ruta Nacional 408 e yendo al sureste, se accede al Aeropuerto Internacional de Narita en la ciudad de Narita.